# Kšely
Kšely település Csehországban, a Kolíni járásban. Kšely Chrášťany, Přistoupim, Vitice és Krupá településekkel határos. Lakosainak száma 235 fő (2024. január 1.).

## Népesség
A település lakosságának változását az alábbi diagram mutatja:
| Lakosok száma | 447  | 442  | 430  | 285  | 276  | 228  | 234  | 233  | 219  | 235  |
|               | 1869 | 1890 | 1921 | 1950 | 1980 | 2001 | 2017 | 2019 | 2022 | 2024 |